# 光谷七路站
光谷七路站位于中华人民共和国湖北省武汉市江夏区，是武汉地铁11号线的地铁车站。

## 车站结构
车站位于武汉市东湖高新区，高新大道与光谷七路交叉路口，呈东西向敷设于高新大道南侧。本站为地下二层岛式车站，地下一层为站厅层，地下二层为站台层。车站在高新大道两侧布置有6个出入口。

### 楼层分布
| 地面     | 地面               | 出入口                               |  |  |
| 地下一层 | 站厅               | 售票机、客服中心、武漢通充值、洗手間 |  |  |
| 地下二层 |                    | █ 11号线 往江安路（豹澥）            |  |  |
|          | 岛式站台，左侧开门 |                                      |  |  |
|          |                    | █ 11号线 往葛店南站（长岭山）        |  |  |

### 車站出口
|                                                 |      |                                                                                     |
| 出口編號                                        | 設施 | 建議前往的目的地                                                                    |
| A                                               |      | 高新大道 光谷七路、武汉高科医疗器械园                                               |
| B                                               |      | 高新大道 光谷七路、光谷生物医药园、人福医药物流园、光谷新界、武汉神丹公司农腾饲料厂 |
| C                                               |      | 高新大道 光谷七路光谷生物医药园、人福医药物流园、光谷新界、武汉神丹公司农腾饲料厂   |
| D                                               |      | 高新大道 光谷七路、华为武汉研究所、武汉未来科技城、海外人才大楼、未来科技大楼       |
| E                                               |      | 高新大道 光谷七路                                                                   |
| F                                               |      | 高新大道 光谷七路、武汉高科医疗器械园                                               |
| 注： 設有升降機 \| 設有輪椅升降台 \| 設有洗手間 |      |                                                                                     |

## 运营信息
- 11号线首末班车时间

### 内部链接
- 武汉地铁车站列表